# リソフォン

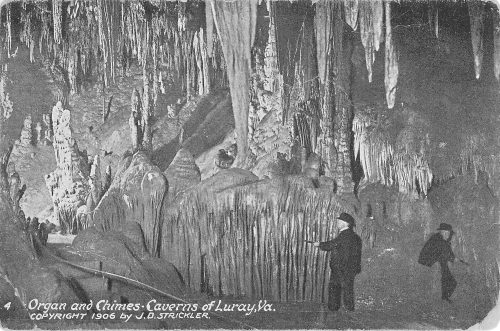
1906年の絵はがき。米国バージニア州、Luray洞窟の初期のリソフォン

リソフォン(Lithophone)とは、岩石をそのまま、あるいは板状に加工して音階順に並べたものを叩いて演奏する打楽器。石琴とも呼ばれる。伴奏や、メロディーラインを受け持つ。

## 有名な使用例
- 初期の形としては、ロックゴングと言われる物で、天然の岩を叩いて音を出す物。例としては、ケニアのビクトリア湖に浮かぶMfangano島の先住民族が使用している。
- ベトナムでは、3000年前の石器時代の遺跡から発掘されている。đàn đáと呼ばれるこの楽器が20世紀に復元されている。
- 韓国の雅楽では、pyeongyeong(편경、編磬)という楽器が使用されている。これは、中国の編磬という楽器が由来となっている。
- 中国の編磬は「へ」の字をした石を吊るして並べたもので、孔子が得意としたという。曾侯乙墓からは大規模なものが出土した。
- イギリスの作曲家Will Menterは、北ウェールズでLlechiponeというスレートできた音板を取り付けたマリンバを作成した。
  - 同種の物として、米国メイン州のJim Dobleにより、スレート製屋根葺き材をリサイクルして作成したStonaphonesという楽器がある。
- ドイツのカール・オルフが、後期の作品のなかで「Steinspiel」と名づけた楽器を作成し、使用している。これは、直径21cm、厚さ2cmの円盤状の石を並べたもので、およそ１オクターブの音域を持っている。
- 最も有名なリソフォンの一つとして、米国ヴァージニア州、Luray洞窟に作成されたGreat Stalacpipe Organ。これは、西洋音階に調律された37本の鍾乳石を使用している。
- Musical Stones of Skiddawは、イングランドのカンブリアに産出する岩を使用したリソフォンで、Keswick Museum and Art Gallery と米国ペンシルベニア州のRinging Rocks Parkで見る事が出来る有名なもの。
- サヌカイトを使用した物も制作されている。これは、香川県内の公共施設のBGMでその音を聞く事が出来る。

## エレキリソフォン
リソフォンによっては、電気ピックアップが装備されており、アンプを通して音を出している。
例えば、Perry Cook and Jonathan Shorのインスタレーション「Quark Park」では、17本、並べ、引き延ばした35ft(11m)の長さに(consisting of 17 bars stretched over a 35-foot (11 m) long path.)

## 類似楽器
リソフォンの類似楽器としては、グロッケンシュピール、チューブラーベル、鉄琴、シロフォン、マリンバや、Barry Prophet(Music Gallery所属)制作のガラス製の打楽器がある。なお、ベロフォンは、ガラスをこすって音を出すものなので、類似楽器ではない。

### ビデオ
- The Musical Stones of Skiddaw being played
- Video of the Great Stalacpipe Organ